# Synode général prussien de 1846
Le synode général de 1846 est le premier synode pour l'ensemble de l'Église protestante en Prusse. Il se réunit du 2 juin au 29 août 1846 au château de Berlin. Comme il n'est pas ancré juridiquement dans la constitution de l'Église de l'époque, ses résultats ne sont que consultatifs et ne sont pas repris par le roi Frédéric-Guillaume IV.

## Débuts
Dès les guerres de napoléoniennes de 1813 à 1815, des efforts sont faits pour modifier la constitution ecclésiastique traditionnelle de l'Église protestante de Prusse en plaçant des synodes à côté des consistoires en tant qu'organes du gouvernement de l'Église souveraine. Le roi Frédéric-Guillaume III lance un processus de consultation au cours duquel des synodes d'arrondissement et de province (formés uniquement de membres du clergé) se réunissent en 1817-1819 et exigent en partie le remplacement de la constitution consistoriale par une constitution synodale. En 1822, le roi décide toutefois de ne pas convoquer de synode général et interrompt ainsi ce processus. Par analogie à son attitude de refus face aux exigences d'une constitution d'État (constitutionnalisme), il n'autorise aucun changement constitutionnel dans le domaine ecclésiastique. Ce n'est que dans les provinces occidentales de Rhénanie et de Westphalie, où l'autonomie gouvernementale de l'Église par le biais de synodes est une tradition de longue date, qu'une forme mixte de direction consistoriale et synodale de l'Église est mise en place en 1835 avec le règlement de l'Église rhénane-westphalienne (de).
Lorsque Frédéric-Guillaume IV monte sur le trône en 1840, des espoirs naissent que la voie interrompue en 1822 peut être poursuivie. En effet, le 14 décembre 1841, le roi ordonne à son ministre de l'Éducation, Johann Albrecht Friedrich von Eichhorn, par un décret du cabinet, de convoquer des synodes d'arrondissement. Alors que Frédéric-Guillaume IV espère ainsi soutenir son plan (secret) de transformation de l'Église dans le sens d'une constitution épiscopale prétendument apostolique, Eichhorn mise sur la promotion d'une conscience communautaire et d'une piété vivante. Voyant cela particulièrement dans les provinces occidentales, il sympathise avec les demandes de transfert des éléments synodaux de l'ordonnance ecclésiastique de Rhénanie-Westphalie à toute la Prusse. Le 10 juillet 1843, il convoque par décret des synodes d'arrondissement dans toutes les provinces. Il leur indique la direction à suivre en exprimant sa conviction que "l'Église protestante ... ne veut pas seulement être dirigée par le gouvernement ecclésiastique, mais qu'elle doit être construite par sa propre vie intérieure et son propre élan" .
Les synodes d'arrondissement qui se sont réunis en 1843 et les synodes provinciaux qui se sont réunis en 1844 accueillent, pour la plupart, positivement les perspectives de réforme de la constitution de l'Église. L'introduction de presbytères et de synodes avec participation de laïcs est souvent demandée. Mais cela effraie les représentants de la nouvelle orthodoxie (menés par le journal Evangelische Kirchenzeitung, publié par Ernst Wilhelm Hengstenberg), qui craignent une percée du rationalisme théologique (de) dans l'Église d'État. La popularité des « Amis de la Lumière » en 1844/45 montre clairement à quel point celui-ci est ancré dans la population. Les rationalistes espèrent que les synodes mettront fin à la "contrainte symbolique", c'est-à-dire à l'attachement aux confessions de foi du XVIe siècle, tandis que les orthodoxes œuvrent justement pour une application renforcée de l'obligation de confession de foi. La question du caractère de l'Union prussienne, qui a été définie différemment dans les différents ordres du cabinet de Frédéric-Guillaume III, est étroitement liée à cette question.
Le ministre responsable Eichhorn considère que les tâches principales du synode général, qui doit clore le processus de consultation, ne sont toutefois pas la confession de foi et l'union, mais la résolution de questions pratiques ainsi que la refonte de la constitution de l'Église. Les espoirs d'un autogouvernement de l'Église protestante par le biais de synodes sont également alimentés par le roi, qui déclare en octobre 1845 à la magistrature de Berlin en octobre 1845 que son principe est de «laisser l'église se façonner».

## Composition et gouvernance
En modifiant une proposition d'Eichhorn, Frédéric-Guillaume IV décide que le synode général doit compter 75 hommes. De chaque province doivent participer le surintendant général, le président du consistoire provincial (c'est-à-dire le plus souvent le haut président), les assesseurs et les scribae des synodes provinciaux ainsi que trois laïcs élus par chacun des synodes provinciaux, auxquels s'ajoutent un professeur de droit et un professeur de théologie de chacune des six universités prussiennes, les quatre prédicateurs de la cour de Berlin, le prévôt de terrain et le vice-surintendant général de la Basse-Lusace. Cela garantit un nombre presque égal de laïcs et de théologiens.
Parmi les élus figurent de nombreux représentants de la bourgeoisie libérale, comme les maires Heinrich Wilhelm Krausnick (Berlin), August Friedrich Krah (de) (Königsberg), Karl August Wilhelm Bertram (de) (Halle) et Albert Schallehn (de) (Stettin), ainsi que des nobles comme Alfred von Auerswald, Maximilian von Schwerin-Putzar et Adolf von Thadden-Trieglaff. Parmi les professeurs de théologie figurent des chefs de théologie médiatisée tels que Julius Müller (de) (Halle), Isaak August Dorner (de) (Königsberg), Karl Immanuel Nitzsch, Karl Heinrich Sack (de) (tous deux à Bonn) et August Twesten (de) (Berlin). Le professeur de droit le plus important est Friedrich Julius Stahl (de) (Berlin), qui agit en tant que porte-parole des orthodoxes, avec le surintendant général de Breslau August Hahn (de) et le président du Consistorial de Magdebourg Carl Friedrich Göschel (de).
Le surintendant général du Brandebourg Daniel Amadeus Neander est élu vice-président (aux côtés d'Eichhorn, chef des négociations), qui bat de justesse Moritz August von Bethmann-Hollweg.

## Déroulement et résultat des négociations
Durant les premières semaines, seules quelques séances plénières sont organisées, au cours desquelles des questions telles que les prestations de serment, la décharge des surintendants, la préparation au ministère spirituel et la retraite des pasteurs sont au programme. Parallèlement, des commissions se sont réunies pour préparer les délibérations sur les principaux sujets, à savoir l'union et l'engagement confessionnel ainsi que la constitution de l'Église.
L'avis sur l'obligation de professer est marqué par Nitzsch. Il estime qu'il est nécessaire que les ecclésiastiques s'engagent à enseigner la bonne doctrine, mais il plaide contre la réintroduction de l'obligation d'adhérer à certaines confessions de foi lors de l'ordination, car cela serait contraire à l'Union. Au lieu de cela, Nitzsch a conçu un reproche par lequel un ordinant doit confesser certaines doctrines centrales de la foi (moqué par la suite sous le nom de « Nitzschenum (de) »). Au cours de la discussion qui dure plusieurs jours, sa proposition est attaquée aussi bien par les opposants de principe à toute "contrainte symbolique" que par les orthodoxes qui souhaitent une obligation de se référer aux écrits de la confession de foi ou du moins à la Confession d'Augsbourg comme confession principale. Malgré cela, Eichhorn réussit à obtenir une majorité pour la réintroduction d'une obligation d'enseignement. Son contenu doit être à nouveau abordé dans le cadre de la question de l'Union.
Le rapport d'expertise sur l'union, rédigé par Julius Müller, juge l'union prussienne fondamentalement positive, mais considère qu'elle doit aboutir à une certaine expression. Un règlement doctrinal doit servir à cela, désignant les doctrines fondamentales sur lesquelles les théologies luthérienne et réformée s'accordent. Avec le formulaire de consécration, cela aurait créé une base contraignante pour l'union. Après une discussion controversée, Eichhorn obtient à nouveau tout d'abord une décision de principe : l'union ne doit pas se limiter à une administration commune et à une liturgie identique, mais doit être fondée sur une base théologique, mais pas par une confession de foi doctrinale globale et aplanissant toutes les différences.
Lorsque la question du contenu de l'obligation de consécration est reprise, les fronts se sont à nouveau affrontés. Lors d'un vote de combat, une nette majorité s'est opposée à l'obligation de se référer à certaines confessions de foi de la Réforme ou même simplement l'Église apostolique. Le projet de consécration est révisé, Stahl et Twesten ayant réussi à imposer des modifications allant dans leur sens. Les formulations modifiées une nouvelle fois en séance plénière représentent un compromis entre une référence aussi peu contraignante que possible aux vérités fondamentales protestantes et une référence explicite aux confessions de foi de la Réforme. Enfin, une déclaration sur l'Union est également adoptée, dont la troisième partie, la plus importante, formule le consensus des confessions de foi luthériennes et réformées.
Le débat sur la constitution de l'Église est parti d'un projet de commission auquel Stahl a participé. Contrairement à ses propres convictions, qui visent une constitution épiscopale, il s'oriente lui aussi vers le règlement ecclésiastique de Rhénanie-Westphalie. Les éléments presbytériens-synodaux doivent cependant être encore plus réduits par rapport à la constitution consistoriale. La majorité du Synode se prononce certes en faveur d'un équilibre entre les deux modèles, mais la révision du projet n'en tient compte que de manière incomplète. La constitution adoptée lors de la dernière session ordinaire aurait créé des presbytères et des synodes à tous les niveaux, de manière similaire à l'ordre finalement imposé (sous le ministre de l'Éducation Adalbert Falk) en 1873/76, mais aurait laissé le pouvoir de décision en grande partie au ministère ou à un consistoire supérieur à créer. Celui-ci voit le jour avec un certain retard en 1850, en raison des turbulences politiques, sous la forme d'un Conseil supérieur de l'Église protestante prussienne.

## Rejet des résultats
Fin août, le synode général est ajourné après avoir accompli ses principales tâches. On attend maintenant avec impatience de voir si le roi allait sanctionner ses résultats. Pendant les délibérations, l'Evangelische Kirchenzeitung a déjà commencé une campagne contre les décisions relatives à l'union et à la confession de foi, qu'il considère comme une menace pour l'orthodoxie. Mais les rationalistes et les libéraux combattent également l'obligation de confession de foi prévue comme une restriction de la liberté protestante. Ceux qui les soutiennent ne défendent qu'à demi-mot les résultats obtenus. Frédéric-Guillaume IV est d'emblée décidé à ne pas mettre en œuvre la nouvelle constitution ecclésiastique proposée, car elle ne correspond pas à ses idées. Au début, il a été ouvert aux décisions concernant la confession de foi et l'union, mais il s'est laissé convaincre de ne pas les confirmer par ses conseillers Leopold et Ernst Ludwig von Gerlach ainsi que Ludwig Gustav von Thile les persuadent de ne pas les confirmer. L'Église protestante s'engage ainsi dans un cours d'orthodoxie pour le reste de son règne (interrompu seulement par quelques mois de l'année révolutionnaire 1848, lorsque le comte von Schwerin-Putzar est ministre de l'Éducation). Non seulement les rationalistes, mais la majorité de la bourgeoisie libérale sont définitivement éloignés de l'Église.